# Алберт Ниман (оперски певач)
Алберт Вилхелм Карл Ниман (Еркслебен, 15. јануар 1831 — Берлин, 13. јануар 1917) је био немачки оперски певач (тенор), познат по извођењу опера Рихарда Вагнера. Имао је низ премијера у Француској, Немачкој, Енглеској и САД, а играо је Зигмунда у првој комплетној продукцији Прстена Нибелунга августа 1876. у Бајројту.
Рођен је 1831. године у Еркслебену код Магдебурга. Рано је остао без оца који је био гостионичар, тако да га је одгојила мајка. У седамнаестој години је почео да ради као шегрт, али је након само неколико месеци напустио радионицу и побегао у Дрезден. Каријеру је почео 1849. у Десауу изводећи мање улоге и певајући у хору. Подучавали су га Фриц Шнајдер, Алберт Нуш и француски тенор Жилбер Дипре. Имао је неколико ангажмана у Штутгарту, Кенигсбергу, Штетину и Хановеру. Године 1866. је постао стални члан Краљевске оперске куће (данас познате као Берлинска државна опера).
Оженио се глумицом и сопраном Мари Зебах 1859. године, али се тај брак завршио разводом 1868. Три године касније је оженио глумицу Хедвиг Рабе и са њом је имао сина Алберта, који је постао лекар - познат по томе што је први описао Ниман-Пикову болест 1914. године.